# Bosco (vitigno)
Il Bosco è un vitigno a bacca bianca autoctono ligure, coltivato soprattutto nella Riviera di Levante, in particolare nelle Cinque Terre.
Produce un vino di media struttura e alcolicità, di colore giallo paglierino e profumi intensi e caratteristici.
Si può trovare nella DOC Cinque Terre, in percentuale minima del 40%.